# Neckargerach
Neckargerach är en kommun och ort i Neckar-Odenwald-Kreis i regionen Rhein-Neckar i Regierungsbezirk Karlsruhe i förbundslandet Baden-Württemberg i Tyskland.
Kommunen ingår i kommunalförbundet Neckargerach-Waldbrunn tillsammans med kommunerna Binau, Waldbrunn och Zwingenberg.